# Râul Nechizel
Râul Nechizel este un curs de apă, afluent al râului Nechitu.